# Copa da Argélia de Futebol

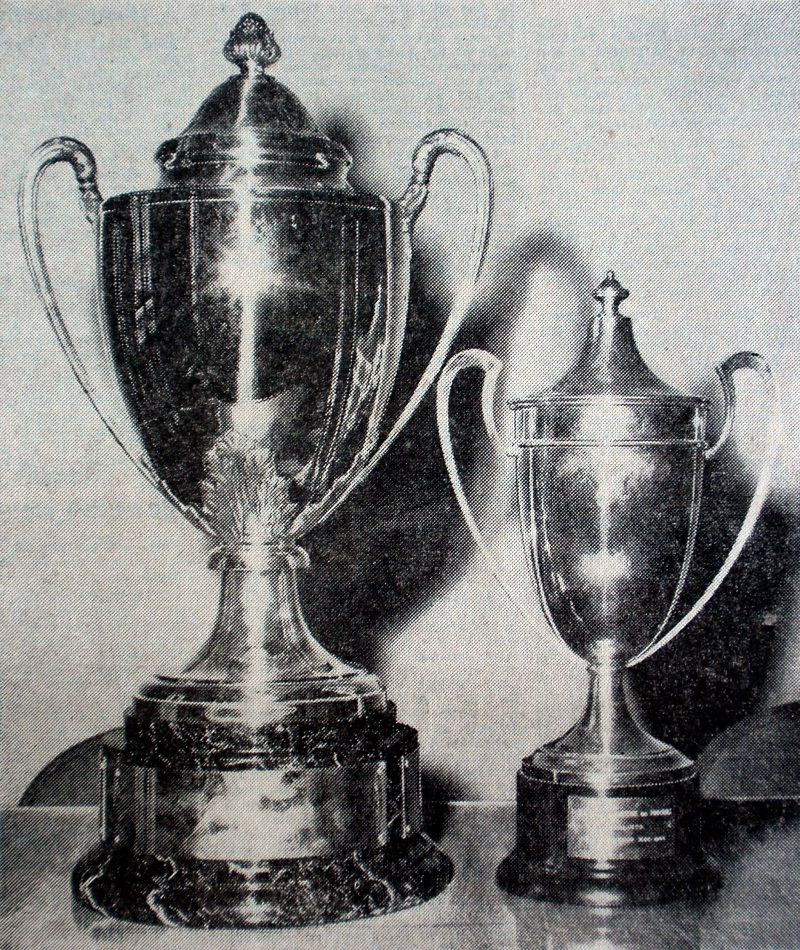
Troféu da competição.

Copa da Argélia é o campeonato eliminatório de futebol da Argélia.

## Finais
| Temporada   | Campeão           | Resultado         | Finalista          | Estádio                               |
| ----------- | ----------------- | ----------------- | ------------------ | ------------------------------------- |
| 1962–63     | ES Sétif          | 1–1, 2–0 (rep.)   | ES Mostaganem      | Stade d'El Annasser, Algiers          |
| 1963–64     | ES Sétif          | 2–1               | MO Constantine     | Stade d'El Annasser, Algiers          |
| 1964–65     | MC Saida          | 2–1               | ES Mostaganem      | Stade d'El Annasser, Algiers          |
| 1965–66     | CR Belcourt       | 3–1               | RC Kouba           | Stade d'El Annasser, Algiers          |
| 1966–67     | ES Sétif          | 1–0               | JSM Skikda         | Stade d'El Annasser, Algiers          |
| 1967–68     | ES Sétif          | 3–2               | NA Hussein Dey     | Stade d'El Annasser, Algiers          |
| 1968–69     | CR Belcourt       | 1–1, 5–3 (rep.)   | USM Alger          | Stade d'El Annasser, Algiers          |
| 1969–70     | CR Belcourt       | 1–1, 4–1 (rep.)   | USM Alger          | Stade d'El Annasser, Algiers          |
| 1970–71     | MC Alger          | 2–0               | USM Alger          | Stade d'El Annasser, Algiers          |
| 1971–72     | Hamra Annaba      | 2–0               | USM Alger          | Stade 5 Juillet 1962, Algiers         |
| 1972–73     | MC Alger          | 4–2               | USM Alger          | Stade 5 Juillet 1962, Algiers         |
| 1973–74     | USM El Harrach    | 1–0               | WA Tlemcen         | Stade 5 Juillet 1962, Algiers         |
| 1974–75     | MC Oran           | 2–0               | MO Constantine     | Stade 5 Juillet 1962, Algiers         |
| 1975–76     | MC Alger          | 2–0               | MO Constantine     | Stade 5 Juillet 1962, Algiers         |
| 1976–77     | JS Kabylie        | 2–1               | NA Hussein-Dey     | Stade 5 Juillet 1962, Algiers         |
| 1977–78     | CM Belcourt       | 0–0 (2–0 pen.)    | USM Alger          | Stade 5 Juillet 1962, Algiers         |
| 1978–79     | NA Hussein-Dey    | 2–1               | JE Tizi-Ouzou      | Stade 5 Juillet 1962, Algiers         |
| 1979–80     | EP Sétif          | 1–0               | USK Alger          | Stade 5 Juillet 1962, Algiers         |
| 1980–81     | USM Alger         | 2–1               | ASC Oran           | Stade 24 Fevrier 1956, Sidi Bel-Abbes |
| 1981–82     | DNC Alger         | 2–1               | MA Hussein-Dey     | Stade 5 Juillet 1962, Algiers         |
| 1982–83     | MP Alger          | 4–3               | ASC Oran           | Stade 5 Juillet 1962, Algiers         |
| 1983–84     | MP Oran           | 2–1               | JH Djazaïr         | Stade 1.er Novembre 1954, Batna       |
| 1984–85     | MP Oran           | 2–0               | CRE Constantine    | Stade 5 Juillet 1962, Algiers         |
| 1985–86     | JE Tizi-Ouzou     | 1–0               | WKF Collo          | Stade 5 Juillet 1962, Algiers         |
| 1986–87     | USM El Harrach    | 1–0               | JSM Bordj Menaïel  | Stade 5 Juillet 1962, Algiers         |
| 1987–88     | USM Alger         | 0–0 (5–4 pen.)    | J Belcourt         | Stade 5 Juillet 1962, Algiers         |
| 1988–89     | ES Sétif          | 1–0               | MB Batna           | Stade 5 Juillet 1962, Algiers         |
| Década 1990 |                   |                   |                    |                                       |
| 1989–90     | Não foi disputada | Não foi disputada | Não foi disputada  | Não foi disputada                     |
| 1990–91     | USM Bel Abbès     | 2–0               | JS Kabylie         | Stade 5 Juillet 1962, Algiers         |
| 1991–92     | JS Kabylie        | 1–0               | ASO Chlef          | Ahmed Zabana Stadium, Oran            |
| 1992–93     | Não foi disputada | Não foi disputada | Não foi disputada  | Não foi disputada                     |
| 1993–94     | JS Kabylie        | 1–0               | AS Ain M'lila      | Stade 5 Juillet 1962, Algiers         |
| 1994–95     | Belouizdad        | 2–1               | Olympique de Médéa | Stade 5 Juillet 1962, Algiers         |
| 1995–96     | MC Oran           | 1–0               | USM Blida          | Stade 5 Juillet 1962, Algiers         |
| 1996–97     | USM Alger         | 1–0               | CA Batna           | Stade 5 Juillet 1962, Algiers         |
| 1997–98     | WA Tlemcen        | 1–0               | MC Oran            | Stade 5 Juillet 1962, Algiers         |
| 1998–99     | USM Alger         | 2–0               | JS Kabylie         | Stade 5 Juillet 1962, Algiers         |
| Década 2000 |                   |                   |                    |                                       |
| 1999–00     | CR Béni Thour     | 2–1               | WA Tlemcen         | Stade 5 Juillet 1962, Algiers         |
| 2000–01     | USM Alger         | 1 – 0             | CR Méchria         |                                       |
| 2001–02     | WA Tlemcen        | 1 – 0             | MC Oran            |                                       |
| 2002–03     | USM Alger         | 2 – 1             | Belouizdad         |                                       |
| 2003–04     | USM Alger         | 0 – 0(5–4 pen.)   | JS Kabylie         |                                       |
| 2004–05     | ASO Chlef         | 1 – 0             | USM Sétif          |                                       |
| 2005–06     | MC Alger          | 2 – 1             | USM Alger          |                                       |
| 2006–07     | MC Alger          | 1 – 0             | USM Alger          |                                       |
| 2007–08     | JSM Béjaïa        | 1 – 1(3–1 pen.)   | WA Tlemcen         |                                       |
| 2008–09     | Belouizdad        | 0 – 0(2–1 pen.)   | Bordj Bou Arreridj |                                       |
| Década 2010 |                   |                   |                    |                                       |
| 2009–10     | ES Sétif          | 3 – 0             | CA Batna           |                                       |
| 2010–11     | JS Kabylie        | 1 – 0             | USM El Harrach     |                                       |
| 2011–12     | ES Sétif          | 2 – 1             | Belouizdad         |                                       |
| 2012–13     | USM Alger         | 1 - 0             | MC Alger           |                                       |
| 2013–14     | MC Alger          | '1 - 1(5-4 Pen.)  | JS Kabylie         |                                       |
| 2014–15     | MO Béjaïa         | 1 - 0             | RC Arbaâ           |                                       |
| 2015–16     | MC Alger          | 1 - 0             | Hussein Dey        |                                       |
| 2016–17     | Belouizdad        | 1 - 0(Pro)        | ES Sétif           |                                       |
| 2017–18     | Bel Abbès         | 2 - 0             | JS Kabylie         |                                       |
| 2018–19     | Belouizdad        | 2 - 0             | JSM Béjaïa         |                                       |
| Década 2020 |                   |                   |                    |                                       |

## Títulos por Clubes
| Clube      | Título | Anos                                                  |
| ---------- | ------ | ----------------------------------------------------- |
| Belouizdad | 9      | 1966, 1969, 1970, 1978, 1995, 2009, 2017, 2019, 2024. |
| USM Alger  | 8      | 1981, 1988, 1997, 1999, 2001, 2003, 2004, 2013.       |
| MC Alger   | 8      | 1971, 1973, 1976, 1983, 2006, 2007, 2014, 2016.       |
| ES Sétif   | 8      | 1963, 1964, 1967, 1968, 1980, 1989, 2010, 2012.       |
| JS Kabylie | 5      | 1977, 1986, 1992, 1994, 2011.                         |
| MC Oran    | 4      | 1975, 1984, 1985, 1996.                               |